# Liste de films documentaires sur l'environnement
Cette liste présente, par ordre chronologique, des films documentaires consacrés à l'environnement ou des films abordant une thématique environnementale. 
Les premiers réalisés semblent dater des années 1930, mais ils ne deviennent vraiment nombreux, du moins concernant ceux qui atteignent une certaine notoriété, qu'à partir des années 1990. Le premier Festival international du film sur l'environnement (FICA) est créé en 1999.

## Précurseurs
- The Plow That Broke the Plains (en) (1936) : documentaire de Pare Lorentz sur les techniques de labour et l'érosion qui ont amené les Dust Bowl (tempêtes de poussière).
- The River : documentaire de Pare Lorentz montrant le Mississippi, les problèmes d'érosion (1938).
- La Forêt interdite (1958)[2] de Nicholas Ray : film d'action qui aborde la question des espèces menacées, notamment des oiseaux recherchés pour leur plumage par l'industrie de la mode.

## Des années 1960 aux années 1980
- La Bombe (After the Bomb, 1965) : docu-fiction de Peter Watkins montrant les conséquences d'une attaque nucléaire.
- Silent Running (1972) : film de science-fiction de Douglas Trumbull où il est question du sauvetage de la dernière serre de l'Humanité envoyée dans l'espace pour la préserver.
- L'An 01 (1973) : film français collectif.
- Soleil vert (Soylent Green, 1973) : film de science-fiction de Richard Fleischer, sur une terre dont on a épuisé toutes les ressources.
- Iracema (1975) : documentaire sur les ravages environnementaux de la transamazonienne.
- Raoni (1976) : film-documentaire sur la tribu des Kayapos et la forêt amazonienne.
- La Jungle plate (1978) : documentaire néerlandais de Johan van der Keuken sur la mer des Wadden, la « mer des Terres Humides ».
- Le Syndrome chinois (1979) : fiction sur un accident nucléaire, sorti 15 jours avant l'accident nucléaire de Three Mile Island.

## Années 1980
- Plogoff, des pierres contre des fusils (1980) : documentaire sur la résistance au nucléaire.
- The Atomic Cafe (en) (1982) : compilation de documentaires.
- Koyaanisqatsi (1983) : film de Godfrey Reggio.
- Sucre amer (1983) : documentaire de 45 min de G. Troeller et M.C. Deffarge sur les impacts de la monoculture principalement de la canne à sucre au Brésil.
- Nausicaä de la vallée du vent (1984) : film d'animation du réalisateur Hayao Miyazaki.
- L'Homme qui plantait des arbres (1987) : film d'animation de Frédéric Back, d'après le texte de Jean Giono.
- Gorilles dans la brume (1988) : film de Michael Apted inspiré de la vie de Dian Fossey, de ses études et de son combat pour la préservation des gorilles.

## Années 1990
- Anima mundi (1991) : de Godfrey Reggio (commande du WWF).
- Le Fleuve aux grandes eaux (1993) : court-métrage d'animation de Frédéric Back.
- Les Larmes de Shiva (1993) : documentaire de Michel Moreau sur la lutte de Baba Amte pour la préservation de la vallée de la Narmadâ, en Inde, et critique de la construction du barrage de Sardar Sarovar.
- Déserts en Europe : les apprentis sorciers ! (1994) : documentaire de Patrick Benquet.
- Greenpeace : les commandos de l'écologie (1995) : documentaire français de Jean-Pierre Hosatte.
- La Guerre de la pêche (1998) : documentaire de Dominique Martin-Ferrari sur la pêche artisanale et industrielle et leurs enjeux.
- Amoco-Cadiz, 20 ans après (1998) : documentaire français de Stéphane Druais et François Le Bayon, un état des lieux de la sécurité sur les navires, 20 ans après l'une des plus grandes marées noires de tous les temps.
- La Belle Verte de Coline Serreau, France 1996.
- Princesse Mononoké (1997) : long-métrage d'animation de Hayao Miyazaki prônant l’équilibre entre l'homme et la nature.
- Planète en danger[3] (1999) : documentaire de Max Whitby à partir d'images d'archives, dans la collection « L'histoire du siècle, anthologie en images » ; narration de Philippe Grandrieux (VF) et John Forsythe (VO).

## Années 2000
- Tchernobyl - La Vie contaminée, vivre avec Tchernobyl (2000) : enquête documentaire de David Desramé et Dominique Maestrali.
- Bacon, le film (2001) : documentaire québécois d'Hugo Latulippe sur le thème de l'accroissement rapide de l'industrie porcine et des répercussions du néolibéralisme.
- Le Petit Théâtre des OGM (2001) : documentaire français d'Antoine Tracou et Pierre-Oscar Lévy sur le thème de la contamination des cultures traditionnelles par les OGM.
- L'Eldorado de plastique (2001) : documentaire d'Arlette Girardot et Philippe Baque (55 min) ; les revers de la production de légumes hors saison en Espagne, et notamment l'impact sur l'environnement, la nappe phréatique…
- Un monde à vendre (2002) : documentaire de Bertram Verhaag et Gabriele Kröber sur les OGM, Vandana Shiva.
- Le Bien commun, l’assaut final (2002) : documentaire de Carole Poliquin sur les ressources naturelles.
- Le Sacrifice (2003) : documentaire de Emanuela Andreoli et Wladimir Tchertkoff, sur le nucléaire et les liquidateurs de Tchernobyl.
- Surplus: Terrorized Into Being Consumers (2003) : documentaire de Erik Gandini et Johan Söderberg sur la consommation et l'anticonsumérisme.
- La Fin du règne animal (2003).
- La Loi de la jungle, chronique d'une zone de non-droit : la Guyane française (2003) : documentaire de Philippe Lafaix sur les orpailleurs en Guyane. Primé au FICA[1].
- Planète en sursis[4] (2003) : émissions de la série Le Dessous des cartes.
- Le Cauchemar de Darwin (2004) : documentaire.
- La Mort lente de l'amiante (2004) : documentaire de Sylvie Deleule[5], primé au FICA[1].
- Bhopal : le procès qui n'a pas eu lieu (2004) : documentaire de Ilan Ziv autour de la catastrophe de Bhopal[5].
- Le Dernier Trappeur (2004) : film de Nicolas Vanier.
- La Forêt interdite (2005) : documentaire de Kevin Mattews sur l'exploitation des forêts canadiennes.
- The Real Dirt on Farmer John (en) (2005) : documentaire de Taggart Siegel, sur les Community-supported agriculture (CSA) équivalent des AMAP en France.
- Qui a tué la voiture électrique ? (2006) : documentaire américain.
- Une vérité qui dérange (An Inconvenient Truth, 2006) : documentaire (94 min) de David Guggenheim (en), commenté par Al Gore sur le réchauffement climatique.
- Les Seigneurs de la mer (2006) : documentaire canadien de Rob Stewart.
- La Onzième Heure, le dernier virage (The 11th Hour, 2007) : de Nadia Conners, Leila Conners Petersen, avec Leonardo DiCaprio.
- L'Histoire des choses (2007) : documentaire américain réalisé par Louis Fox et écrit par Annie Leonard, concernant le cycle de vie des produits de consommation.
- Le Monde selon Monsanto (2008) : documentaire de Marie-Monique Robin.
- Ponyo sur la falaise (2008) : film d'animation par Hayao Miyazaki traitant, entre autres choses, de la pollution des eaux maritimes.
- Home (2009) : documentaire français de Yann Arthus-Bertrand.
- Le Syndrome du Titanic (2009) : documentaire français de Nicolas Hulot et Jean-Albert Lièvre.

## Années 2010
- Au-delà du Nuage *Yonaoshi 3.11 (2013), documentaire de Keïko Courdy sur les conséquences de la catastrophe de Fukushima, au Japon.
- Gasland (2010) : documentaire de Josh Fox dénonçant l'exploitation des gaz de schiste par fracturation hydraulique.
- Solutions locales pour un désordre global (2010) : documentaire de Coline Serreau.
- Les Insurgés de la Terre de Philippe Borrel (2010) : film d'écologie sociale[6] France, 54 min[7].
- Le Bassin d'Arcachon, un paradis menacé (2011) : documentaire du photographe Stéphane Scotto[8].
- Cultures en transition (2012) : documentaire de Nils Aguilar[9].
- The End of the Line - L'océan en voie d'épuisement (2012) : documentaire de Rupert Murray, basé sur le livre Surpêche. L'Océan en voie d'épuisement de Charles Clover.
- L'Urgence de ralentir, film documentaire français réalisé en 2014 par Philippe Borrel, d'après une idée originale de Noël Mamère, tourné en France, en Italie, aux États-unis, en Équateur et en Inde, 84 min.
- Demain (2015) : documentaire de Cyril Dion et Mélanie Laurent[10].
- Qu'est-ce qu'on attend ? (2016) : documentaire de Marie-Monique Robin sur l'action du maire et des habitants d'Ungersheim, village en transition près de Mulhouse.
- Trait de vie, documentaire de Sophie Arlot et Fabien Rabin sorti en 2018.

## Années 2020
- L’Île invisible (見えない島), Fukushima, à la recherche de l’esprit de la zone (2021) : film documentaire de Keïko Courdy, musique de Ryuichi Sakamoto et Seigen Ono ; 1 h 27, Pika Pika Films.
- Now! (2020) : documentaire de Jim Rakete qui suit divers militants engagés pour le climat.
- Animal (2021) de Cyril Dion.
- Bigger Than Us (2021), réalisé par Flore Vasseur.

## Documentaires en ligne
- Quelques films sont visibles en ligne sur l'écologie et l'environnement dans le catalogue du CERIMES (Centre de ressources et d’information sur les multimédias pour l’enseignement supérieur)[11].